# Arisaema kerrii
Arisaema kerrii är en kallaväxtart som beskrevs av William Grant Craib. Arisaema kerrii ingår i släktet Arisaema och familjen kallaväxter. Inga underarter finns listade.